# 五常府
五常府，清朝末期设置的府，属于吉林省。
光绪七年（1881年），以五常堡地设五常厅，抚民同知厅，治五常堡（欢喜岭，今黑龙江省五常市五常镇）。宣统元年（1909年）四月，升为五常府，八月属西北路道。中华民国二年（1913年）废五常府，改置五常县。